# Ганозис
Ганозис походить від грецького слова грец. γάνοσις ganōsis та означає «сяйво». Ганозис визначається як обробка поверхні воском як основним інгредієнтом, яка може включати інші інгредієнти. Згодом віск можна полірувати. Стародавні техніки енкаустики та ганозису стали предметом численних обговорень та експериментів у період після розкопок Помпеїв та Геркуланума, де були знайдені стародавні настінні розписи, оскільки вважалося, що вони були розписані або оброблені воском.

## Ганозис у давнину

### Стародавні письменники про ганозис
Згідно з давніми джерелами, віск використовувався для обробки поверхні зброї, настінного розпису та скульптури.
Пліній Старший пише у своїй «Природній історії», NH 33.40: «… Поверхня, пофарбована кіновар’ю, руйнується сонцем і місячним світлом. Щоб запобігти цьому, потрібно дати стіні висохнути, а потім обробити її поверхню пунічним воском, розтопленим з олією, і нанести його, поки він ще гарячий, пензлями, а потім цей восковий засіб для обробки поверхні слід знову нагріти, піднісши його до вугілля, виготовленого з рослинних галлів, доки він не почне сочитися, а потім його слід розгладити восковими валиками, а потім чистими лляними тканинами, так само, як це робиться з мармуром, який блищить…». [ 1 ]
Вітрувій , римський автор, який писав про архітектуру, бл. 75-15 рр. до н. е. Вітрувій пише у «Десяти книгах про архітектуру», 7.9.3: «Але той, хто хоче бути більш обережним і бажає отримати поліровану поверхню кіноварі, щоб вона зберегла свій належний колір, повинен після полірування та висихання стіни нанести пензлем пунічний віск, розтоплений на вогні та змішаний з невеликою кількістю олії; після цього він повинен змусити віск пітніти, нагріваючи його та стіну в тісному контакті з вугіллям, що міститься в залізній посудині; і, нарешті, він повинен згладити все, потерши його восковими свічками та чистими лляними тканинами, точно так само, як обробляють голі мармурові статуї», а в 4.2.2 йдеться, що синій віск використовувався на різьблених дерев'яних деталях, таких як тригліфи на конструкції даху храмів. [ 2 ]
Плутарх , грецький письменник/історик, писав переважно біографії, бл. 46 -127 рр. н. е. Плутарх пише у розділі 6 «De Gloria Atheniensium», що в майстернях скульпторів працювали енкаустики, позолоти та маляри. [ 3 ] [ 4 ] Ріхтер згадує, що Плутарх у «Quaestiones Romanae», 287 D. пише, що ганоз статуй необхідний, оскільки червона охра, якою розписані стародавні статуї, в іншому випадку швидко втратила б свій колір. [ 5 ]
Стіни обробляють поверхню або покривають лаком воском, ганозісом, це особливо стосується стін, пофарбованих кіновар'ю , де пунічний віск використовувався для захисту кіноварі від потемніння. Цей метод також описується як такий, що використовувався на мармурі , як пише Пліній, щоб надати йому блиску, тоді як Вітрувій пише про його використання для обробки оголених статуй. Плутарх пише, що енкаустики працюють у майстернях скульпторів, і що ганоз статуй був необхідний для збереження червоного кольору. Гомолле, 1890, с. 497-503, описує, що космезія полягала в догляді за цінними статуями на Делосі в елліністичний період, і що для цієї мети використовувалися засоби для чищення, олія, віск, тканини та рожева олія. [ 6 ]

### Антикварні воскові знахідки
Кілька знахідок воскових фігур було зроблено на стародавніх скульптурах та стінах. Найчастіше це дуже невеликі суми або просто натяки. Тому важко сказати, чи це ганоз, чи енкаустика, оскільки часто важко зробити будь-який висновок на основі зроблених висновків. Старі описи знахідок з воску важко перевірити. Якщо матеріалу було достатньо, можна визначити або отримати уявлення про те, чи є матеріал воском, на основі фізичних та хімічних аналізів. Новіші зразки знахідок воску з давніх творів, ймовірно, мають більшу цінність з точки зору точності, оскільки аналізи були значно покращені.
Віск, можливо, використовувався в Греції ще в V та IV століттях до нашої ери. як показано з досліджень мармуру Парфенона та Гефестіона. Россманн пише в 1933 році, що енкаустичний кам'яний розпис храму Парфенон, незважаючи на його руйнування, здається, добре зберігся. У музеї Парфенона зберігається велика кількість залишків мармурових фігур, розписаних енкаустичною технікою, які, за визначенням А. Ейбнера, містять віск як сполучний агент. [ 7 ] Александр Ейбнер був керівником «Versuchsanstalt für Maltechnik» у Мюнхені. Ближче до кінця свого життя, у 1932 році, він опублікував статтю про аналіз папок, яка дала важливий виклад теми та була «сучасним сучасним досягненням» на той час. [ 8 ]
За словами хіміків Дженкінса та Міддлтона, Фарадея та Ландерера, бл. 1840 рік, докази використання воску на мармурі зі скульптур Парфенону та храму Гефеста, [ 9 ] але вони зазначають, що самі не змогли довести використання воску на скульптурах Парфенону чи Гефесті. [10] З Вікіпедії, вільної енциклопедії
```
Цю статтю повинна перевірити особа з професійними знаннями, щоб забезпечити професійну точність.
```

Ганозіс походить з грецької мови та означає сяйво. Ганозіс визначається як обробка поверхні воском як основним інгредієнтом, яка може включати інші інгредієнти. Згодом віск можна полірувати. Стародавні техніки енкаустики та ганозису стали предметом численних обговорень та експериментів у період після розкопок Помпеїв та Геркуланума , де були знайдені стародавні настінні розписи, оскільки вважалося, що вони були розписані або оброблені воском.

Зміст
1	Ганозіс у давнину
1.1	Стародавні письменники про ганозіс
1.2	Антикварні воскові знахідки
2	Пізніша обробка воском античної скульптури
3	Література
3.1	Неопублікована література
4	Джерела
Ганозіс у давнину
Стародавні письменники про ганозіс
Згідно з давніми джерелами, віск використовувався для обробки поверхні зброї, настінного розпису та скульптури.
Пліній Старший пише у своїй «Природній історії», NH 33.40: «… Поверхня, пофарбована кіновар’ю, руйнується сонцем і місячним світлом. Щоб запобігти цьому, потрібно дати стіні висохнути, а потім обробити її поверхню пунічним воском, розтопленим з олією, і нанести його, поки він ще гарячий, пензлями, а потім цей восковий засіб для обробки поверхні слід знову нагріти, піднісши його до вугілля, виготовленого з рослинних галлів, доки він не почне сочитися, а потім його слід розгладити восковими валиками, а потім чистими лляними тканинами, так само, як це робиться з мармуром, який блищить…». [ 1 ]
Вітрувій , римський автор, який писав про архітектуру, бл. 75-15 рр. до н. е. Вітрувій пише у «Десяти книгах про архітектуру», 7.9.3: «Але той, хто хоче бути більш обережним і бажає отримати поліровану поверхню кіноварі, щоб вона зберегла свій належний колір, повинен після полірування та висихання стіни нанести пензлем пунічний віск, розтоплений на вогні та змішаний з невеликою кількістю олії; після цього він повинен змусити віск пітніти, нагріваючи його та стіну в тісному контакті з вугіллям, що міститься в залізній посудині; і, нарешті, він повинен згладити все, потерши його восковими свічками та чистими лляними тканинами, точно так само, як обробляють голі мармурові статуї», а в 4.2.2 йдеться, що синій віск використовувався на різьблених дерев'яних деталях, таких як тригліфи на конструкції даху храмів. [ 2 ]
Плутарх , грецький письменник/історик, писав переважно біографії, бл. 46 -127 рр. н. е. Плутарх пише у розділі 6 «De Gloria Atheniensium», що в майстернях скульпторів працювали енкаустики, позолоти та маляри. [ 3 ] [ 4 ] Ріхтер згадує, що Плутарх у «Quaestiones Romanae», 287 D. пише, що ганоз статуй необхідний, оскільки червона охра, якою розписані стародавні статуї, в іншому випадку швидко втратила б свій колір. [ 5 ]
Стіни обробляють поверхню або покривають лаком воском, ганозісом, це особливо стосується стін, пофарбованих кіновар'ю , де пунічний віск використовувався для захисту кіноварі від потемніння. Цей метод також описується як такий, що використовувався на мармурі , як пише Пліній, щоб надати йому блиску, тоді як Вітрувій пише про його використання для обробки оголених статуй. Плутарх пише, що енкаустики працюють у майстернях скульпторів, і що ганоз статуй був необхідний для збереження червоного кольору. Гомолле, 1890, с. 497-503, описує, що космезія полягала в догляді за цінними статуями на Делосі в елліністичний період, і що для цієї мети використовувалися засоби для чищення, олія, віск, тканини та рожева олія. [ 6 ]
Антикварні воскові знахідки
Кілька знахідок воскових фігур було зроблено на стародавніх скульптурах та стінах. Найчастіше це дуже невеликі суми або просто натяки. Тому важко сказати, чи це ганоз, чи енкаустика, оскільки часто важко зробити будь-який висновок на основі зроблених висновків. Старі описи знахідок з воску важко перевірити. Якщо матеріалу було достатньо, можна визначити або отримати уявлення про те, чи є матеріал воском, на основі фізичних та хімічних аналізів. Новіші зразки знахідок воску з давніх творів, ймовірно, мають більшу цінність з точки зору точності, оскільки аналізи були значно покращені.
Віск, можливо, використовувався в Греції ще в V та IV століттях до нашої ери. як показано з досліджень мармуру Парфенона та Гефестіона. Россманн пише в 1933 році, що енкаустичний кам'яний розпис храму Парфенон, незважаючи на його руйнування, здається, добре зберігся. У музеї Парфенона зберігається велика кількість залишків мармурових фігур, розписаних енкаустичною технікою, які, за визначенням А. Ейбнера, містять віск як сполучний агент. [ 7 ] Александр Ейбнер був керівником «Versuchsanstalt für Maltechnik» у Мюнхені. Ближче до кінця свого життя, у 1932 році, він опублікував статтю про аналіз папок, яка дала важливий виклад теми та була «сучасним сучасним досягненням» на той час. [ 8 ]
За словами хіміків Дженкінса та Міддлтона, Фарадея та Ландерера, бл. 1840 рік, докази використання воску на мармурі зі скульптур Парфенону та храму Гефеста, [ 9 ] але вони зазначають, що самі не змогли довести використання воску на скульптурах Парфенону чи Гефесті. [ 10 ] Згідно з Кохом, 1954, 107 і далі, вважається, що віск був знайдений у храмі Гефеста на Афінській агорі та датується серединою V століття. до нашої ери [ 11 ]
Брінкманн пише, що віск був знайдений на скульптурному оздобленні в храмі Е в Селінуті, грецькій колонії на Сицилії. Храм E — доричний храм, датований приблизно т.р. 490 - 470 рр. до н. е., ймовірно, присвячений Гері . Ділянки шкіри богинь виготовлені з додаткових мармурових частин, інші частини - з вапняку, на поверхні цих мармурових частин знайдено віск з невеликою кількістю світлого пігменту . [ 12 ]
Волтерс знайшов бджолиний віск на стелі Параміфіона . Знахідка описана в Eine bemalte attice Grabstele unter der Quarzlampe, MüJb 11, 1960, 13 Anm. 3. [ 13 ] Стела Парамітіон, що знаходиться в Державній антикенсамлюнген і гліптотеці, Мюнхен, інвентарний номер. 483, є грецькою та датованою приблизно. 380-370 рр. до н. е., був реконструйований, але без використання воску. [ 14 ] Нижче наведено реферат, представлений у Британському музеї, Лондон, у вересні 2011 року, на семінарі з давньої скульптурної поліхромії Бріджит Буржуа: «Обробка поверхні бджолиним воском портретної голови Береніки II у Марімонті». Мармурова голова птолемеївської цариці, яку зазвичай ідентифікують як Береніку II та датують кінцем III століття до нашої ери, що зберігається в Королівських музеях Маріемона, Бельгія (інв. B 264), має чіткі ознаки давньої поліхромії (розпису та золочення), відомої з моменту відкриття цього предмета в Єгипті в 1901 році. Вона належала офіційній статуї цариці, що стояла в храмі в Гермуполісі Магна. Нещодавно було проведено наукове дослідження – і воно досі триває – за підтримки C2RMF (Центр досліджень та реставрації музеїв Франції, Париж). Це почало давати певні результати щодо давніх технік розпису та золочення, а також реставрації в античності. Це також дало нові докази, що підтверджують давню обробку поверхні бджолиним воском. Буде надано короткий попередній звіт про відкриття та аналіз (за допомогою ІЧ-спектроскопії з перетворенням Фур'є та газової хроматографії) цієї обробки поверхні воском, ймовірно, пов'язаної з обробкою ганозисом. [ 15 ]
Колона Траяна, яка стоїть на Форумі Траяна в Римі та була освячена в 113 році нашої ери, була описана в 1933 році як така, що містить барвисті залишки енкаустичного живопису. [7]  Цю статтю повинна перевірити особа з професійними знаннями, щоб забезпечити професійну точність.
Ганозіс походить з грецької мови та означає сяйво. Ганозіс визначається як обробка поверхні воском як основним інгредієнтом, яка може включати інші інгредієнти. Згодом віск можна полірувати. Стародавні техніки енкаустики та ганозису стали предметом численних обговорень та експериментів у період після розкопок Помпеїв та Геркуланума , де були знайдені стародавні настінні розписи, оскільки вважалося, що вони були розписані або оброблені воском.

Зміст
1	Ганозіс у давнину
1.1	Стародавні письменники про ганозіс
1.2	Антикварні воскові знахідки
2	Пізніша обробка воском античної скульптури
3	Література
3.1	Неопублікована література
4	Джерела
Ганозіс у давнину
Стародавні письменники про ганозіс
Згідно з давніми джерелами, віск використовувався для обробки поверхні зброї, настінного розпису та скульптури.
Пліній Старший пише у своїй «Природній історії», NH 33.40: «… Поверхня, пофарбована кіновар’ю, руйнується сонцем і місячним світлом. Щоб запобігти цьому, потрібно дати стіні висохнути, а потім обробити її поверхню пунічним воском, розтопленим з олією, і нанести його, поки він ще гарячий, пензлями, а потім цей восковий засіб для обробки поверхні слід знову нагріти, піднісши його до вугілля, виготовленого з рослинних галлів, доки він не почне сочитися, а потім його слід розгладити восковими валиками, а потім чистими лляними тканинами, так само, як це робиться з мармуром, який блищить…». [ 1 ]
Вітрувій , римський автор, який писав про архітектуру, бл. 75-15 рр. до н. е. Вітрувій пише у «Десяти книгах про архітектуру», 7.9.3: «Але той, хто хоче бути більш обережним і бажає отримати поліровану поверхню кіноварі, щоб вона зберегла свій належний колір, повинен після полірування та висихання стіни нанести пензлем пунічний віск, розтоплений на вогні та змішаний з невеликою кількістю олії; після цього він повинен змусити віск пітніти, нагріваючи його та стіну в тісному контакті з вугіллям, що міститься в залізній посудині; і, нарешті, він повинен згладити все, потерши його восковими свічками та чистими лляними тканинами, точно так само, як обробляють голі мармурові статуї», а в 4.2.2 йдеться, що синій віск використовувався на різьблених дерев'яних деталях, таких як тригліфи на конструкції даху храмів. [ 2 ]
Плутарх , грецький письменник/історик, писав переважно біографії, бл. 46 -127 рр. н. е. Плутарх пише у розділі 6 «De Gloria Atheniensium», що в майстернях скульпторів працювали енкаустики, позолоти та маляри. [ 3 ] [ 4 ] Ріхтер згадує, що Плутарх у «Quaestiones Romanae», 287 D. пише, що ганоз статуй необхідний, оскільки червона охра, якою розписані стародавні статуї, в іншому випадку швидко втратила б свій колір. [ 5 ]
Стіни обробляють поверхню або покривають лаком воском, ганозісом, це особливо стосується стін, пофарбованих кіновар'ю , де пунічний віск використовувався для захисту кіноварі від потемніння. Цей метод також описується як такий, що використовувався на мармурі , як пише Пліній, щоб надати йому блиску, тоді як Вітрувій пише про його використання для обробки оголених статуй. Плутарх пише, що енкаустики працюють у майстернях скульпторів, і що ганоз статуй був необхідний для збереження червоного кольору. Гомолле, 1890, с. 497-503, описує, що космезія полягала в догляді за цінними статуями на Делосі в елліністичний період, і що для цієї мети використовувалися засоби для чищення, олія, віск, тканини та рожева олія. [ 6 ]
Антикварні воскові знахідки
Кілька знахідок воскових фігур було зроблено на стародавніх скульптурах та стінах. Найчастіше це дуже невеликі суми або просто натяки. Тому важко сказати, чи це ганоз, чи енкаустика, оскільки часто важко зробити будь-який висновок на основі зроблених висновків. Старі описи знахідок з воску важко перевірити. Якщо матеріалу було достатньо, можна визначити або отримати уявлення про те, чи є матеріал воском, на основі фізичних та хімічних аналізів. Новіші зразки знахідок воску з давніх творів, ймовірно, мають більшу цінність з точки зору точності, оскільки аналізи були значно покращені.
Віск, можливо, використовувався в Греції ще в V та IV століттях до нашої ери. як показано з досліджень мармуру Парфенона та Гефестіона. Россманн пише в 1933 році, що енкаустичний кам'яний розпис храму Парфенон, незважаючи на його руйнування, здається, добре зберігся. У музеї Парфенона зберігається велика кількість залишків мармурових фігур, розписаних енкаустичною технікою, які, за визначенням А. Ейбнера, містять віск як сполучний агент. [ 7 ] Александр Ейбнер був керівником «Versuchsanstalt für Maltechnik» у Мюнхені. Ближче до кінця свого життя, у 1932 році, він опублікував статтю про аналіз папок, яка дала важливий виклад теми та була «сучасним сучасним досягненням» на той час. [ 8 ]
За словами хіміків Дженкінса та Міддлтона, Фарадея та Ландерера, бл. 1840 рік, докази використання воску на мармурі зі скульптур Парфенону та храму Гефеста, [ 9 ] але вони зазначають, що самі не змогли довести використання воску на скульптурах Парфенону чи Гефесті. [ 10 ] Згідно з Кохом, 1954, 107 і далі, вважається, що віск був знайдений у храмі Гефеста на Афінській агорі та датується серединою V століття. до нашої ери [ 11 ]
Брінкманн пише, що віск був знайдений на скульптурному оздобленні в храмі Е в Селінуті, грецькій колонії на Сицилії. Храм E — доричний храм, датований приблизно т.р. 490 - 470 рр. до н. е., ймовірно, присвячений Гері . Ділянки шкіри богинь виготовлені з додаткових мармурових частин, інші частини - з вапняку, на поверхні цих мармурових частин знайдено віск з невеликою кількістю світлого пігменту . [ 12 ]
Волтерс знайшов бджолиний віск на стелі Параміфіона . Знахідка описана в Eine bemalte attice Grabstele unter der Quarzlampe, MüJb 11, 1960, 13 Anm. 3. [ 13 ] Стела Парамітіон, що знаходиться в Державній антикенсамлюнген і гліптотеці, Мюнхен, інвентарний номер. 483, є грецькою та датованою приблизно. 380-370 рр. до н. е., був реконструйований, але без використання воску. [ 14 ] Нижче наведено реферат, представлений у Британському музеї, Лондон, у вересні 2011 року, на семінарі з давньої скульптурної поліхромії Бріджит Буржуа: «Обробка поверхні бджолиним воском портретної голови Береніки II у Марімонті». Мармурова голова птолемеївської цариці, яку зазвичай ідентифікують як Береніку II та датують кінцем III століття до нашої ери, що зберігається в Королівських музеях Маріемона, Бельгія (інв. B 264), має чіткі ознаки давньої поліхромії (розпису та золочення), відомої з моменту відкриття цього предмета в Єгипті в 1901 році. Вона належала офіційній статуї цариці, що стояла в храмі в Гермуполісі Магна. Нещодавно було проведено наукове дослідження – і воно досі триває – за підтримки C2RMF (Центр досліджень та реставрації музеїв Франції, Париж). Це почало давати певні результати щодо давніх технік розпису та золочення, а також реставрації в античності. Це також дало нові докази, що підтверджують давню обробку поверхні бджолиним воском. Буде надано короткий попередній звіт про відкриття та аналіз (за допомогою ІЧ-спектроскопії з перетворенням Фур'є та газової хроматографії) цієї обробки поверхні воском, ймовірно, пов'язаної з обробкою ганозисом. [ 15 ]
Колона Траяна, яка стоїть на Форумі Траяна в Римі та була освячена в 113 році нашої ери, була описана в 1933 році як така, що містить барвисті залишки енкаустичного живопису. [ 7 ]
Під час так званих терм Сосандри, що датуються II століттям. н. е. і яка є частиною римського лазневого комплексу, розташованого в Баї, Італія, у 1950-х роках у підвальному приміщенні було знайдено кілька стародавніх гіпсових зліпків. Їх фрагментували та використовували для засипки разом із ґрунтом; Вважається, що вони походять від зліпків грецьких бронзових статуй. Дрібнозерниста поверхня цих гіпсових зліпків місцями була воскоподібною та блискучою. [ 16 ] Цю поверхню було проаналізовано та виявлено, що вона містить органічний матеріал, що складається з жирових та воскоподібних компонентів. [ 17 ] Команда вважає, що для обробки поверхні гіпсових моделей використовувалася суміш оливкової олії та бджолиного воску . [ 18 ] Коли в 1748 році було відкрито Помпеї та розпочато розкопки, було знайдено дивовижні настінні розписи, блискучі та глянцеві, і вважалося, що вони були оброблені воском. Але коли ця блискуча глянсова поверхня через деякий час почала вицвітати та ставати тьмяною, деякі стіни обробили воском. Тому зараз важко визначити, чи був спочатку віск, чи віск був нанесений після розкопок, оскільки документація відсутня або взагалі відсутня. [ 19 ]
Дюран та ін. знаходить ознаки техніки секко на настінних розписах. Вони знаходять органічні сполучні речовини у фрагментах розписних штукатурних стін з Помпеїв у «Будинку Золотого браслета» та «Віллі папірусів» Геркуланума. Органічними сполучними речовинами, ймовірно, є рослинний або бджолиний віск, білкові та гумові суміші. Однак вони не виключають, що знахідки можуть бути пов'язані з пізнішими матеріалами консервації. [ 20 ]
Аналізи настінних розписів з Пріма Порта та Сан-Лоренцо показали, що бджолиний віск використовувався для обробки поверхні прикрас, виготовлених з кіноварі. [ 21 ]
Куні та ін. дослідили 8 зразків іспано-римського настінного живопису з Іспанії в Ампуріасі, Картахені та Баело-Клаудії. Вони датуються I століттям. до н.е. – 2 століття. н. е. Зразки були проаналізовані на наявність сполучних речовин за допомогою ATR-FTIR та CG-MS, і вони вважають, що виявили вагомі ознаки наявності бджолиного воску та мила у всіх 8 зразках за допомогою FTIR та у 5 за допомогою CG-MS. Зразки були взяті безпосередньо під час розкопок і не піддавалися консервації. [ 22 ]
Бірштейн і Тульчинський дослідили фрагменти настінного живопису, що датуються I століттям. до н.е. – 1 століття. н. е., з археологічних розкопок у Римі та Керчі та знайденого звідси воску. [ 23 ]
Це свідчить про те, що віск використовувався для деяких найвидатніших грецьких та римських творів античності, включаючи скульптуру, архітектуру та живопис. Вони датуються V століттям. до н.е. до II століття. н. е. Походить від скульптури, гіпсових зліпків, настінного живопису та архітектури.

## Пізніша обробка воском античної скульптури
Ганозіс
З Вікіпедії, вільної енциклопедії
```
Цю статтю повинна перевірити особа з професійними знаннями, щоб забезпечити професійну точність.
```

Ганозіс походить з грецької мови та означає сяйво. Ганозіс визначається як обробка поверхні воском як основним інгредієнтом, яка може включати інші інгредієнти. Згодом віск можна полірувати. Стародавні техніки енкаустики та ганозису стали предметом численних обговорень та експериментів у період після розкопок Помпеїв та Геркуланума , де були знайдені стародавні настінні розписи, оскільки вважалося, що вони були розписані або оброблені воском.

Зміст
1	Ганозіс у давнину
1.1	Стародавні письменники про ганозіс
1.2	Антикварні воскові знахідки
2	Пізніша обробка воском античної скульптури
3	Література
3.1	Неопублікована література
4	Джерела
Ганозіс у давнину
Стародавні письменники про ганозіс
Згідно з давніми джерелами, віск використовувався для обробки поверхні зброї, настінного розпису та скульптури.
Пліній Старший пише у своїй «Природній історії», NH 33.40: «… Поверхня, пофарбована кіновар’ю, руйнується сонцем і місячним світлом. Щоб запобігти цьому, потрібно дати стіні висохнути, а потім обробити її поверхню пунічним воском, розтопленим з олією, і нанести його, поки він ще гарячий, пензлями, а потім цей восковий засіб для обробки поверхні слід знову нагріти, піднісши його до вугілля, виготовленого з рослинних галлів, доки він не почне сочитися, а потім його слід розгладити восковими валиками, а потім чистими лляними тканинами, так само, як це робиться з мармуром, який блищить…». [ 1 ]
Вітрувій , римський автор, який писав про архітектуру, бл. 75-15 рр. до н. е. Вітрувій пише у «Десяти книгах про архітектуру», 7.9.3: «Але той, хто хоче бути більш обережним і бажає отримати поліровану поверхню кіноварі, щоб вона зберегла свій належний колір, повинен після полірування та висихання стіни нанести пензлем пунічний віск, розтоплений на вогні та змішаний з невеликою кількістю олії; після цього він повинен змусити віск пітніти, нагріваючи його та стіну в тісному контакті з вугіллям, що міститься в залізній посудині; і, нарешті, він повинен згладити все, потерши його восковими свічками та чистими лляними тканинами, точно так само, як обробляють голі мармурові статуї», а в 4.2.2 йдеться, що синій віск використовувався на різьблених дерев'яних деталях, таких як тригліфи на конструкції даху храмів. [ 2 ]
Плутарх , грецький письменник/історик, писав переважно біографії, бл. 46 -127 рр. н. е. Плутарх пише у розділі 6 «De Gloria Atheniensium», що в майстернях скульпторів працювали енкаустики, позолоти та маляри. [ 3 ] [ 4 ] Ріхтер згадує, що Плутарх у «Quaestiones Romanae», 287 D. пише, що ганоз статуй необхідний, оскільки червона охра, якою розписані стародавні статуї, в іншому випадку швидко втратила б свій колір. [ 5 ]
Стіни обробляють поверхню або покривають лаком воском, ганозісом, це особливо стосується стін, пофарбованих кіновар'ю , де пунічний віск використовувався для захисту кіноварі від потемніння. Цей метод також описується як такий, що використовувався на мармурі , як пише Пліній, щоб надати йому блиску, тоді як Вітрувій пише про його використання для обробки оголених статуй. Плутарх пише, що енкаустики працюють у майстернях скульпторів, і що ганоз статуй був необхідний для збереження червоного кольору. Гомолле, 1890, с. 497-503, описує, що космезія полягала в догляді за цінними статуями на Делосі в елліністичний період, і що для цієї мети використовувалися засоби для чищення, олія, віск, тканини та рожева олія. [ 6 ]
Антикварні воскові знахідки
Кілька знахідок воскових фігур було зроблено на стародавніх скульптурах та стінах. Найчастіше це дуже невеликі суми або просто натяки. Тому важко сказати, чи це ганоз, чи енкаустика, оскільки часто важко зробити будь-який висновок на основі зроблених висновків. Старі описи знахідок з воску важко перевірити. Якщо матеріалу було достатньо, можна визначити або отримати уявлення про те, чи є матеріал воском, на основі фізичних та хімічних аналізів. Новіші зразки знахідок воску з давніх творів, ймовірно, мають більшу цінність з точки зору точності, оскільки аналізи були значно покращені.
Віск, можливо, використовувався в Греції ще в V та IV століттях до нашої ери. як показано з досліджень мармуру Парфенона та Гефестіона. Россманн пише в 1933 році, що енкаустичний кам'яний розпис храму Парфенон, незважаючи на його руйнування, здається, добре зберігся. У музеї Парфенона зберігається велика кількість залишків мармурових фігур, розписаних енкаустичною технікою, які, за визначенням А. Ейбнера, містять віск як сполучний агент. [ 7 ] Александр Ейбнер був керівником «Versuchsanstalt für Maltechnik» у Мюнхені. Ближче до кінця свого життя, у 1932 році, він опублікував статтю про аналіз папок, яка дала важливий виклад теми та була «сучасним сучасним досягненням» на той час. [ 8 ]
За словами хіміків Дженкінса та Міддлтона, Фарадея та Ландерера, бл. 1840 рік, докази використання воску на мармурі зі скульптур Парфенону та храму Гефеста, [ 9 ] але вони зазначають, що самі не змогли довести використання воску на скульптурах Парфенону чи Гефесті. [ 10 ] Згідно з Кохом, 1954, 107 і далі, вважається, що віск був знайдений у храмі Гефеста на Афінській агорі та датується серединою V століття. до нашої ери [ 11 ]
Брінкманн пише, що віск був знайдений на скульптурному оздобленні в храмі Е в Селінуті, грецькій колонії на Сицилії. Храм E — доричний храм, датований приблизно т.р. 490 - 470 рр. до н. е., ймовірно, присвячений Гері . Ділянки шкіри богинь виготовлені з додаткових мармурових частин, інші частини - з вапняку, на поверхні цих мармурових частин знайдено віск з невеликою кількістю світлого пігменту . [ 12 ]
Волтерс знайшов бджолиний віск на стелі Параміфіона . Знахідка описана в Eine bemalte attice Grabstele unter der Quarzlampe, MüJb 11, 1960, 13 Anm. 3. [ 13 ] Стела Парамітіон, що знаходиться в Державній антикенсамлюнген і гліптотеці, Мюнхен, інвентарний номер. 483, є грецькою та датованою приблизно. 380-370 рр. до н. е., був реконструйований, але без використання воску. [ 14 ] Нижче наведено реферат, представлений у Британському музеї, Лондон, у вересні 2011 року, на семінарі з давньої скульптурної поліхромії Бріджит Буржуа: «Обробка поверхні бджолиним воском портретної голови Береніки II у Марімонті». Мармурова голова птолемеївської цариці, яку зазвичай ідентифікують як Береніку II та датують кінцем III століття до нашої ери, що зберігається в Королівських музеях Маріемона, Бельгія (інв. B 264), має чіткі ознаки давньої поліхромії (розпису та золочення), відомої з моменту відкриття цього предмета в Єгипті в 1901 році. Вона належала офіційній статуї цариці, що стояла в храмі в Гермуполісі Магна. Нещодавно було проведено наукове дослідження – і воно досі триває – за підтримки C2RMF (Центр досліджень та реставрації музеїв Франції, Париж). Це почало давати певні результати щодо давніх технік розпису та золочення, а також реставрації в античності. Це також дало нові докази, що підтверджують давню обробку поверхні бджолиним воском. Буде надано короткий попередній звіт про відкриття та аналіз (за допомогою ІЧ-спектроскопії з перетворенням Фур'є та газової хроматографії) цієї обробки поверхні воском, ймовірно, пов'язаної з обробкою ганозисом. [ 15 ]
Колона Траяна, яка стоїть на Форумі Траяна в Римі та була освячена в 113 році нашої ери, була описана в 1933 році як така, що містить барвисті залишки енкаустичного живопису. [ 7 ]
Під час так званих терм Сосандри, що датуються II століттям. н. е. і яка є частиною римського лазневого комплексу, розташованого в Баї, Італія, у 1950-х роках у підвальному приміщенні було знайдено кілька стародавніх гіпсових зліпків. Їх фрагментували та використовували для засипки разом із ґрунтом; Вважається, що вони походять від зліпків грецьких бронзових статуй. Дрібнозерниста поверхня цих гіпсових зліпків місцями була воскоподібною та блискучою. [ 16 ] Цю поверхню було проаналізовано та виявлено, що вона містить органічний матеріал, що складається з жирових та воскоподібних компонентів. [ 17 ] Команда вважає, що для обробки поверхні гіпсових моделей використовувалася суміш оливкової олії та бджолиного воску . [ 18 ] Коли в 1748 році було відкрито Помпеї та розпочато розкопки, було знайдено дивовижні настінні розписи, блискучі та глянцеві, і вважалося, що вони були оброблені воском. Але коли ця блискуча глянсова поверхня через деякий час почала вицвітати та ставати тьмяною, деякі стіни обробили воском. Тому зараз важко визначити, чи був спочатку віск, чи віск був нанесений після розкопок, оскільки документація відсутня або взагалі відсутня. [ 19 ]
Дюран та ін. знаходить ознаки техніки секко на настінних розписах. Вони знаходять органічні сполучні речовини у фрагментах розписних штукатурних стін з Помпеїв у «Будинку Золотого браслета» та «Віллі папірусів» Геркуланума. Органічними сполучними речовинами, ймовірно, є рослинний або бджолиний віск, білкові та гумові суміші. Однак вони не виключають, що знахідки можуть бути пов'язані з пізнішими матеріалами консервації. [ 20 ]
Аналізи настінних розписів з Пріма Порта та Сан-Лоренцо показали, що бджолиний віск використовувався для обробки поверхні прикрас, виготовлених з кіноварі. [ 21 ]
Куні та ін. дослідили 8 зразків іспано-римського настінного живопису з Іспанії в Ампуріасі, Картахені та Баело-Клаудії. Вони датуються I століттям. до н.е. – 2 століття. н. е. Зразки були проаналізовані на наявність сполучних речовин за допомогою ATR-FTIR та CG-MS, і вони вважають, що виявили вагомі ознаки наявності бджолиного воску та мила у всіх 8 зразках за допомогою FTIR та у 5 за допомогою CG-MS. Зразки були взяті безпосередньо під час розкопок і не піддавалися консервації. [ 22 ]
Бірштейн і Тульчинський дослідили фрагменти настінного живопису, що датуються I століттям. до н.е. – 1 століття. н. е., з археологічних розкопок у Римі та Керчі та знайденого звідси воску. [ 23 ]
Це свідчить про те, що віск використовувався для деяких найвидатніших грецьких та римських творів античності, включаючи скульптуру, архітектуру та живопис. Вони датуються V століттям. до н.е. до II століття. н. е. Походить від скульптури, гіпсових зліпків, настінного живопису та архітектури.
Пізніша обробка воском античної скульптури
Антикварні скульптури часто піддавалися досить жорсткій обробці для очищення, щоб вони виглядали якомога білішими, оскільки саме так антикварна скульптура мала виглядати з середини 18 століття до 19 століття. Саме в цей період, неокласицизму , античність та стародавні скульптури були високо цінувані. Але скульптури також могли бути оброблені воском та іншими матеріалами, щоб отримати потрібну патину . Антикварні скульптури могли бути піддані чищенню, під час якого міг бути видалений будь-який антикварний віск, але з іншого боку, міг бути нанесений і новіший віск. Через цей факт важко оцінити знахідки воску з античної скульптури.
З цього англійського рецепту видно, що в певні періоди та культури було поширеним явищем обробка статуй воском. «Восковий лак для статуй. Розтопіть разом 30 мл білого або дуже легкого бджолиного воску з 110 г скипидару. Почистіть пензлем, поки статуя ще тепла, попередньо зігрівши її ганчірками гарячої води та протерши. Почистіть пензлем та зітріть лак, залишивши лише тонку плівку». [ 24 ] Коли для проникнення воску в кам'яні та гіпсові поверхні використовується тепло, це називається енкаустизацією.
Одді написав статтю про консервацію мармурової скульптури в британських музеях з початку 19 століття до 1975 року. У ній описується часом жорстоке поводження, бджолиний віск не згадується як засіб обробки поверхні, але в 1858 році у внутрішньому листі музею зазначається: «Я вважаю своїм обов’язком сказати, що деякі роботи сильно пошкоджені некомпетентним та недбалим литтям (з використанням олії та жиру) та реставрацією з воску, а також з воску та смоли». [ 25 ] Було б цікаво дізнатися, чи це були нещодавні реставрації, чи давні, але там сказано, що в 1858 році на стародавній мармуровій скульптурі в Британському музеї було знайдено віск та восково-смоляні сліди. Фейфер писала про обробку антикварних поверхонь у 18 столітті, вона пише про те, як поверхні часто радикально очищали механічно та хімічно [ 26 ] , тоді як Плендерлейт і Вернерс згадують використання різних восків, поліетиленгліколю та мікрокристалічного, для полірування мармурової скульптури. [ 27 ] У галереї Уффіці у Флоренції традиційно додавали штучне патинування кольоровим воском та олією, щоб гармоніювати новіші мармурові доповнення з античними частинами мармурової скульптури. [ 28 ] Брінкманн згадує, що залишки фарби «Перського вершника» були законсервовані бджолиним воском наприкінці 19 століття, завдяки чому вони стали темнішими. [ 29 ]
Ці пізніші обробки античної скульптури воском можуть перешкоджати антикварній обробці. Якщо до суміші додано синтетичні воски, можна виключити давнє походження, парафін і стеарин вперше були використані у 19 столітті, скипидар також часто використовувався у воску [ 30 ] , але, на жаль, він випарувався, інакше його також можна було б використовувати для диференціації. Щоб відрізнити новіші шари воску від старовинних, важливі інкрустації на поверхні, можливо, ви можете зробити кольоровий зріз та дослідити будь-які шари. Якщо матеріалу буде достатньо, також можна буде провести датування за допомогою радіовуглецевого аналізу-14, як згадувалося раніше.
Бджолиний віск використовувався як клей та наповнювач для мармуру, ось рецепт від Брауна: клей та наповнювач для мармуру. Розтопіть разом 1/2 унції бджолиного воску, 4 унції смоли, потім додайте 2 унції гіпсу. Нагрійте мармур і нанесіть цемент, поки він ще гарячий. [ 31 ] Фреччеро описує, що суміш каніфолі та бджолиного воску функціонувала як клей для мармуру в Стародавньому Римі. [ 32 ] Фарнсворт і Сіммонс, 1960, 118-22, повідомляють про відкриття цементу, що складається з бджолиного воску та карбонату кальцію. Цемент був знайдений у грецькій бронзовій головці V століття. до нашої ери [ 33 ]
Віск, можливо, використовувався в давнину для розпису та/або обробки поверхні бронзової скульптури. У наш час його в основному використовують в Англії та США як поверхневу обробку бронзових скульптур для зовнішнього використання. [ 34 ] Віск використовувався в давнину і досі використовується в процесах лиття бронзи, техніці cire perdue.